# Aeródromo El Tapacal
El Aeródromo "El Tapacal" o Aeropuerto Nacional Campo Gobierno (Código OACI: MM30 - Código DGAC: TPK) es un pequeño aeropuerto privado operado por un particular, dicho aeropuerto se encuentra en Villa Juárez, Sinaloa. Cuenta con una pista de aterrizaje de 1,200 metros de largo y 8 metros de ancho con gota de viraje en la cabecera 04, también cuenta con una plataforma de aviación de 10,500 metros cuadrados y algunos hangares. Actualmente solo opera aviación general.